# Jean Pierre Baptiste L'Eveillé
Jean Pierre Baptiste L’Éveillé, né en (Afrique), mort le 7 mai 1802 à Cap-Français (Saint-Domingue), est un général de brigade de la Révolution française.

## États de service
En 1778, il fait partie de la légion des chasseurs volontaires indigènes de Saint-Domingue qui participe au siège de Savannah.
Il est arrêté en février 1796, sur ordre du général Villatte et il est libéré en mars suivant après l'intervention du général Toussaint Louverture.
Il est promu général de brigade provisoire par le gouverneur Laveaux le 20 mars 1796, nomination confirmée le 17 août suivant. Il quitte l’île avec le général Hédouville et il arrive en France le 31 août 1797.
En 1801, il est affecté auprès du général Sahuguet et il est proposé pour une mise en réforme en août 1801.
Le 27 décembre 1801, il est désigné pour faire partie de l’Expédition de Saint-Domingue avec le général Leclerc.
Il meurt le 7 mai 1802 au Cap-Français.

## Sources
- (en) « Generals Who Served in the French Army during the Period 1789 - 1814: Eberle to Exelmans »
- Thierry Pouliquen, « Les généraux français et étrangers ayant servis [sic] dans la Grande Armée » (consulté le 21 avril 2014)
- Pamphile vicomte de Lacroix, La Révolution de Haïti, 1819, p. 490
- (pl) « Napoléon.org.pl »